# Walter Oehry

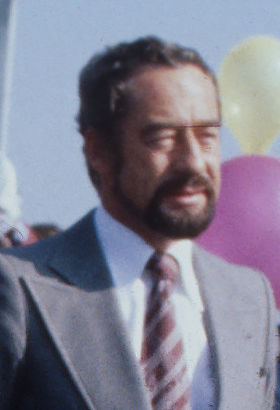
Oehry im Jahr 1977 bei der Zeremonie der Brücke über den Rhein zwischen Schaan und Buchs.

Walter Oehry (* 18. Februar 1926 in Mauren; † 4. September 2014 ebenda) war ein liechtensteinischer Politiker (VU).

## Biografie
Nach dem Studium arbeitete Oehry in der Anwaltskanzlei Ivo Beck in Vaduz. 1961 wurde er für die Hilti AG tätig und leitete die dortige Rechtsabteilung. Er arbeitete bis zu seiner Pensionierung für das Unternehmen.
Oehry war von 1957 bis 1961 Parteisekretär der Vaterländischen Union. Von 1958 bis 1962 war er hauptverantwortlicher Redaktor des Liechtensteiner Vaterlands. Von 1971 bis 1986 gehörte er insgesamt drei aufeinanderfolgenden Regierungen unter Alfred Hilbe (VU), Walter Kieber (FBP) und Hans Brunhart (VU) an, zuerst für das Ressort Jugend und Sport, später für das Ressort Landwirtschaft. Von 1989 bis 1993 war er Abgeordneter im liechtensteinischen Landtag. Im Februar 1978 war er bereits einmal in den Landtag gewählt worden, schied jedoch aus, nachdem er am 18. April 1978 von der Vaterländischen Union erneut als Regierungsrat nominiert wurde. Sein Parteikollege Werner Gstöhl rückte für ihn in den Landtag nach. Als Abgeordneter fungierte Oehry als Leiter der liechtensteinischen Delegation beim Europarat. Des Weiteren war er Präsident der Bankenkommission, Vizepräsident des Verwaltungsrates der Liechtensteinischen Kraftwerke und bis zu seiner Wahl in den Regierungsrat Richter an der Verwaltungsbeschwerdeinstanz.
Für sein politisches Engagement wurde ihm der Titel eines Fürstlichen Justizrats verliehen. Er war Ehrenmitglied der Vaterländischen Union und der Liechtensteiner Jägerschaft. In letzterer bekleidete Oehry, der seit seiner Studienzeit ein passionierter Jäger war, 20 Jahre lang das Amt des Vizepräsidenten und verfasste Leitartikel der Schweizer Jagdzeitschrift Hege und Pflege. 1986 erhielt er den DJV-Kulturpreis des Deutschen Jagdverbandes.
Am 4. September 2014 starb Oehry nach längerer Krankheit im Alter von 88 Jahren. Seine sterblichen Überreste wurden eingeäschert und die Urne im Kolumbarium des Friedhofs von Bendern beigesetzt.